# Flakpanzer 38(t)
De Flakpanzer 38(t) was een Duitse luchtafweertank tijdens de Tweede Wereldoorlog. De tank was gebaseerd op het onderstel van de Panzerkampfwagen 38(t) en werd vanaf november 1943 tot februari 1944 gebouwd. Het wapen, een 2-cm-Flak 38-kanon, was aan de achterkant van het voertuig gemonteerd. In totaal werden er 141 exemplaren gebouwd.

## Geschiedenis
Het plan was de Flakpanzer 38(t) toe te voegen aan het luchtafweerpeloton van ieder tankbataljon in de pantserdivisies. De meeste gingen echter naar de eenheden aan het Westfront, slechts een klein deel kwam aan het Oostfront terecht. Naarmate de oorlog vorderde, bleek de bewapening niet meer voldoende voor het afweren van geallieerde vliegtuigen en werd de luchtafweertank een gemakkelijke prooi voor jachtbommenwerpers. Daarom werd ze aan het eind van de oorlog, vanwege de mogelijkheid om het wapen tot -5° te laten zakken, ingezet tegen infanterie en licht- of niet gepantserde voertuigen.
Er zijn nog vier exemplaren in volledige staat overgebleven.